# XXVIII Congreso del PSOE

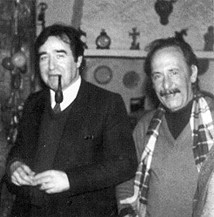
Luis Gómez Llorente y Pablo Castellano, dirigentes socialistas que encabezaron la oposición a la eliminación del marxismo en el XXVIII Congreso del PSOE.

El XXVIII Congreso del Partido Socialista Obrero Español se celebró en Madrid (España) en mayo de 1979, bajo el lema Construir en libertad. Fue el segundo Congreso socialista celebrado en España tras la muerte del dictador Francisco Franco, y el primero tras la celebración de las primeras elecciones generales de la democracia española, en las que el PSOE se consolidó como segunda fuerza política. Este Congreso rechazó la propuesta del entonces Secretario General del Partido, Felipe González, de renunciar al marxismo como ideología oficial del PSOE. Esta decisión provocó la no aceptación de González a asumir la jefatura del Partido, por lo que después se creó una comisión gestora, dirigida por José Federico de Carvajal.

## Antecedentes
En el último congreso celebrado en el exilio francés (Suresnes, 1974), Felipe González, un joven sevillano partidario de la renovación del Partido, fue elegido Secretario General. Con este cambio se puso fin al mandato de Rodolfo Llopis, veterano líder socialista y partidario de la tradición marxista del PSOE.
Tras celebrar catorce Congresos fuera del territorio español, debido a la persecución a la que se vio sometido durante la Dictadura franquista, el Partido Socialista Obrero Español celebró su primer Congreso tras el exilio en 1976. En este Congreso, el Secretario Felipe González propuso que el PSOE abandonara el marxismo como ideología oficial y se acercara a las posturas de la socialdemocracia europea. Pero el Congreso rechazó la propuesta de González, lo que crearía cierta división en el partido.

## Contexto político

### España en 1979
En el año 1979, España continuaba inmersa en el proceso de democratización iniciado tras la muerte del dictador Francisco Franco. En 1978 fue aprobada la Constitución que establecía un Estado democrático, social y de Derecho bajo un régimen monárquico parlamentario. 
El 1 de marzo del 79 se celebraron las segundas elecciones generales de la democracia, ganadas por la coalición gubernamental Unión de Centro Democrático, siendo reelegido Presidente del Gobierno Adolfo Suárez. El PSOE se consolidó como segunda fuerza política de España, mientras que el Partido Comunista también obtuvo unos buenos resultados. La derechista Alianza Popular, los nacionalistas catalanes de Convergència i Unió y vascos del Partido Nacionalista Vasco y Herri Batasuna también obtuvieron una considerable representación parlamentaria.
También este año fue uno de los más activos de la banda terrorista Euskadi Ta Askatasuna, que cometió hasta un total de 86 asesinatos. Los Grupos de Resistencia Antifascista Primero de Octubre, de ideología ultraizquierdista, asesinó a un total de diez personas (aunque los nueve asesinatos cometidos en una cafetería madrileña nunca fueron reivindicados por los GRAPO). También se produjeron acciones terroristas contra militantes de ETA y del GRAPO, promovidas por organizaciones criminales de extrema derecha (Alianza Apostólica Anticomunista, Batallón Vasco Español).

### El PSOE en 1979
El año 1979 fue un año muy convulso para el PSOE. Durante este año, el Partido celebró dos Congresos. En el XXVIII Congreso, en mayo, fue rechazada la propuesta del Secretario Felipe González, quien abogó por abandonar las tesis marxistas. González no aceptó el cargo de Secretario General, por lo que la dirección del Partido tuvo que ser asumida por una Comisión Gestora. En septiembre se celebró un Congreso Extraordinario en el que se abandonó definitivamente los postulados marxistas y se aceptó el socialismo democrático como ideología oficial. Felipe González volvió a ser elegido Secretario General.
Por otro lado, antes del Congreso de mayo, en marzo, se celebraron elecciones generales. El PSOE resultó la segunda fuerza política más votada, con casi cinco millones y medio de votos. Además, fue la segunda fuerza y la primera de izquierdas más representada, con un total de 121 escaños.
| Predecesor: XXVII Congreso | XXVIII Congreso del PSOE 1979 | Sucesor: Congreso Extraordinario |